# Saint-Valery-sur-Somme

Saint-Valery-sur-Somme este o comună în departamentul Somme, Franța. În 1 ianuarie 2022 avea o populație de 2.350 de locuitori.